# 维亚切斯拉夫·利平斯基
维亚切斯拉夫·利平斯基（波蘭語：Wacław Lipiński，1882年4月5日—1931年6月14日）乌克兰历史学家、社会政治活动家，乌克兰保守主义者，曾担任乌克兰国驻奥地利大使。